# UTC+7:20
GMT+7:20 era un fuso orario esistito a Singapore e nella parte occidentale della Malaysia tra 1933 e 1940.
Si trattava di un'ora legale in anticipo di 7 ore e 20 minuti rispetto all'UTC+0.
Le zone interessate passarono a UTC+7:30 nel 1941 per l'ora legale.